# Christian Welch
Pour les articles homonymes, voir Welch.

a Compétitions nationales et continentales officielles uniquement.

b Matchs officiels uniquement.
Christian Welch, né le 19 juillet 1994 à Sydney (Australie), est un joueur de rugby à XIII australien au poste de pilier ou de troisième ligne dans les années 2010. Il fait ses débuts en National Rugby League en 2015 avec le Storm de Melbourne. Il se fait rapidement une place de titulaire au sein d'une équipe qui remporte la NRL en 2017 et le World Club Challenge en 2018.

## Palmarès
- Collectif :
  - Vainqueur du World Club Challenge : 2018 (Melbourne Storm).
  - Vainqueur du State of Origin : 2020  et 2023 (Queensland).
  - Vainqueur de la National Rugby League : 2017[1] et 2020 (Melbourne Storm).
  - Finaliste de la National Rugby League : 2016, 2018 et 2024 (Melbourne Storm).

## Détails

### En club
| Saison | Club            | Compétition           | Matchs | Points | Essais | Buts | Drop |
| ------ | --------------- | --------------------- | ------ | ------ | ------ | ---- | ---- |
| 2015   | Melbourne Storm | National Rugby League | 10     | -      | -      | -    | -    |
| 2016   | Melbourne Storm | National Rugby League | 17     | -      | -      | -    | -    |
| 2017   | Melbourne Storm | National Rugby League | 8      | -      | -      | -    | -    |
| 2018   | Melbourne Storm | National Rugby League | 24     | 8      | 2      | -    | -    |
| 2019   | Melbourne Storm | National Rugby League | 16     | 4      | 1      | -    | -    |
| 2020   | Melbourne Storm | National Rugby League | 19     | -      | -      | -    | -    |
| 2021   | Melbourne Storm | National Rugby League | 0      | 0      | 0      | -    | -    |